# Искатели жемчуга
«Искатели жемчуга» (фр. Les pêcheurs de perles, то есть «Ловцы жемчуга») — опера 24-летнего французского композитора Жоржа Бизе в трёх актах, по либретто Э. Кормона и Мишеля Карре. Действие происходит на острове Цейлон. Премьера состоялась 30 сентября 1863 года в Лирическом театре Парижа.
Одно из ранних произведений Бизе, избежало забвения благодаря двум знаменитым номерам — романсу Надира «В сияньи ночи лунной…» (Je crois entendre encore…), который традиционно исполняют в концертах лирические теноры, и мужскому дуэту «И там, среди цветов…» (Au fond du temple saint). 

## История постановок
При создании «Искателей жемчуга» Бизе использовал музыку из «Ивана IV» и других ранних опер собственного сочинения. После премьеры критика упрекала композитора в излишке «гармонических странностей», в подражании Вагнеру и его школе. Опера имела посредственный успех, хотя и выдержала восемнадцать спектаклей. Театры опера не заинтересовала, и при жизни Бизе она больше не ставилась.
Благожелательно отозвался об «Искателях жемчуга» драматург Людовик Галеви (кузен жены Бизе): «Партитуру уже многие критиковали, о ней много спорили. Что касается меня, то после трёх серьезных прослушиваний я должен констатировать её высочайшее качество», а Гектор Берлиоз написал в «La Gazette musicale de Paris»: «Партитура этой оперы… содержит значительное количество прекрасных выразительных отрывков, полных огня и богатого колорита, и делает самую большую честь г. Бизе, которого вынуждены будут принять и как композитора, несмотря на его редкий талант пианиста-чтеца».
На волне международного триумфа «Кармен» эта опера была открыта заново и с 1886 года стала регулярно ставиться в театрах «прекрасной эпохи». Поскольку оригинала партитуры не сохранилось, использовались партитуры сомнительной аутентичности, с различными добавлениями и «исправлениями». В некоторых вариантах постановок был совершенно искажён авторский финал. После Первой мировой войны интерес к опере на Западе опять снизился, пока в 1950 году дуэт рыбаков не записали Бьёрлинг и Меррилл; эта запись с тех пор не раз побеждала в голосованиях на предмет выявления любимого оперного номера.
В 1970-е годы музыковеды предприняли усилия для восстановления авторских намерений и оригинала партитуры. Оба варианта партитуры, традиционный и воссозданный специалистами, регулярно используются оперными театрами для постановок, которые с конца XX века стали регулярными.

## Действующие лица
- Зурга, рыбак (баритон)
- Надир, охотник (тенор)
- Лейла, жрица Брахмы (сопрано)
- Нурабад, верховный жрец Брахмы (бас)

## Либретто
Зурга и Надир любят одну и ту же девушку. Чтобы не стать врагами, они расстаются. Их любимая, Лейла, принесла обет целомудрия, она стала жрицей, помогающей своим пением искателям жемчуга. Зурга избран вождем, а Надир возвращается. Он понимает, что все ещё любит Лейлу. Её сердце тоже ещё не остыло. Надир стремится вывезти её из храма на вершине скалы. Едва он входит в храм, как его схватывают по приказу жреца Нурабада. Зурга хочет спасти друга, но узнав, что жрица, нарушившая обет — это Лейла, решает не вмешиваться. Но вдруг он по ожерелью Лейлы узнаёт, что это именно она некогда спасла ему жизнь, и отвлекает внимание жителей деревни, поджигая их хижины. Надиру и Лейле удаётся скрыться. По приказу жреца Зургу бросают в костёр. 
Сюжет оперы следует традициям лирической оперы: экзотическое место действия, любовный треугольник. Условно ориентальная обстановка действия была характерна для французской оперной драматургии того времени. Либретто с момента премьеры критиковали за обилие шаблонных ситуаций, и оба либреттиста позже выражали сожаление, что в момент работы над текстом не имели представления о таланте молодого  композитора и, соответственно, не приложили при написании текста достаточных усилий.

## Постановки в России

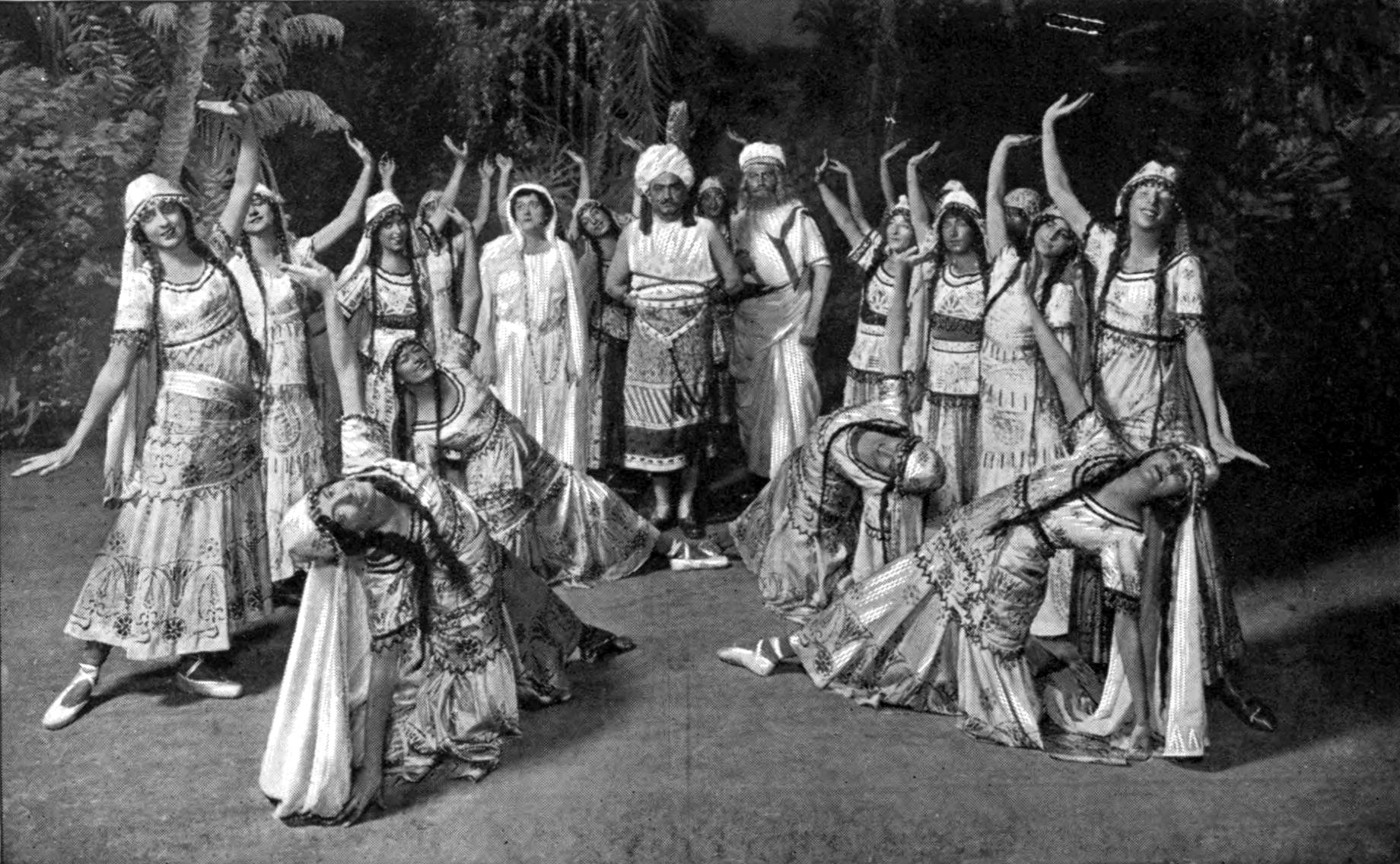
Постановка Метрополитен-оперы с Энрико Карузо, 1916 год

- 1898 — первое представление в Петербурге: дачный театр Неметти в Озерках, силами антрепризы А. Картавова.
- 1903 — первое представление в Москве: Новый театр, Надир — Леонид Собинов, Лейла — Антонина Нежданова.
- 1961 — Башкирский театр оперы и балета. Музыкальный руководитель и дирижёр-постановщик — Исаак Альтерман. Режиссёр-постановщик — Анатолий Бакалейников. Хормейстер — Николай Болотов. Художник — Владимир Плекунов.
- 1986 — Башкирский театр оперы и балета. Музыкальный руководитель и дирижёр-постановщик — Леонид Морозовский. Режиссёр-постановщик — Рифкат Валиуллин. Хормейстер — Эльвира Гайфуллина. Художник — Владимир Плекунов. Балетмейстер — Лев Бородуллин.
- 2003 — Татарский академический государственный театр оперы и балета им. М. Джалиля. Музыкальный руководитель постановки — Марко Боэми (Италия). Режиссёр-постановщик — Вернон Маунд (Великобритания). Художник-постановщик — Пол Эдвардс (Великобритания). Художник по костюмам — Эмма Райэт (Великобритания). Режиссёр по пластике — Антула Пападакис (Великобритания). Хореограф — Шамита Рэй (Индия).
- 2004 — Театр «Новая Опера», Москва. Режиссёр-постановщик — Роман Виктюк.
- 2015 — Театр «Санкт-Петербург Опера». Режиссёр-постановщик — Юрий Александров, художник-постановщик — Вячеслав Окунев, балетмейстер — Надежда Калинина.
- 2017 — Башкирский театр оперы и балета. Музыкальный руководитель и дирижёр-постановщик — Артём Макаров. Режиссёр-постановщик — Павел Сорокин (Ростов-на-Дону). Художник-постановщик — Эрнст Гейдебрехт (Германия). Партию Лейлы исполнила Эльвира Фатыхова.
- 2020 — Большой театр (Камерная сцена им. Б. А. Покровского). Дирижёр-постановщик — Алексей Верещагин, режиссёр-постановщик и сценограф — Владиславс Наставшевс, художник по костюмам — Елисей Косцов, художник по свету — Антон Стихин, хормейстеры — Алексей Рыбнов, Павел Сучков. Исполнители — Ярослав Абаимов (Надир), Азамат Цалити (Зурга), Тамара Касумова (Лейла). Поставлен первый авторский вариант.

## Аудиозаписи
Хотя до конца XX века опера редко ставилась в театрах, записывали её достаточно часто, в особенности романс Надира из первого акта («Je crois entendre encore») и дуэт для тенора и баритона «Au fond du temple saint» — едва ли не самый знаменитый мужской дуэт в истории оперы. Среди значимых записей всей оперы в целом:
- 1950 — Хор и оркестр Всесоюзного радио под руководством Онисима Брона. Исполнители: Зурга — Владимир Захаров, Надир — Сергей Лемешев, Лейла — Надежда Казанцева, Нурабад — Тихон Антоненко.
- 1960 — Хор и оркестр Опера-Комик под руководством Пьера Дерво. Исполнители: Жанин Мишо, Николай Гедда, Эрнест Блан.